# Сражение при Кастильоне (1796)
Сражение при Кастильоне (фр. Bataille de Castiglione) — результат первой попытки австрийской армии прорвать французскую осаду Мантуи. 5 августа 1796 года французская Итальянская армия под командованием генерала Наполеона Бонапарта нанесла поражение армии Габсбургской монархии во главе с фельдмаршалом Дагобертом Зигмундом фон Вурмзером и отбросила её за реку Минчио.

## Перед сражением
Для достижения цели прорыва блокады Мантуи Вурмзер планировал вести против французов четыре сходящиеся колонны. Это удалось, поскольку Бонапарт снял осаду, чтобы иметь достаточно сил для отражения угрозы. Но его мастерство и скорость марша его войск позволили командующему французской армией держать австрийские колонны разделенными и разбивать каждую по частям в течение примерно одной недели. Когда Вурмзер, командуя армией в 25 000 человек, усилил гарнизон Мантуи, он двинулся навстречу армии Бонапарта (30 000 человек), чтобы окружить ее между вместе с австрийским корпусом Квоздановича (17 000 человек), наступавшим с севера. Бонапарт, прикрываясь со стороны Вурмзера дивизией генерала Ожеро и кавалерией генерала Кильмена, 3 августа разгромил корпус Квоздановича в сражении при Лонато. 4 августа Кильмен и Ожеро остановили корпус Вурмзера в бою у Кастильоне. Вурмзер отступил к Сольферино, где занял позицию между Кастильоне и Сольферино. Бонапарт после победы над Квоздановичем молниеносно повернул на юг и 5 августа подошел к линии австрийцев.

## Ход сражения

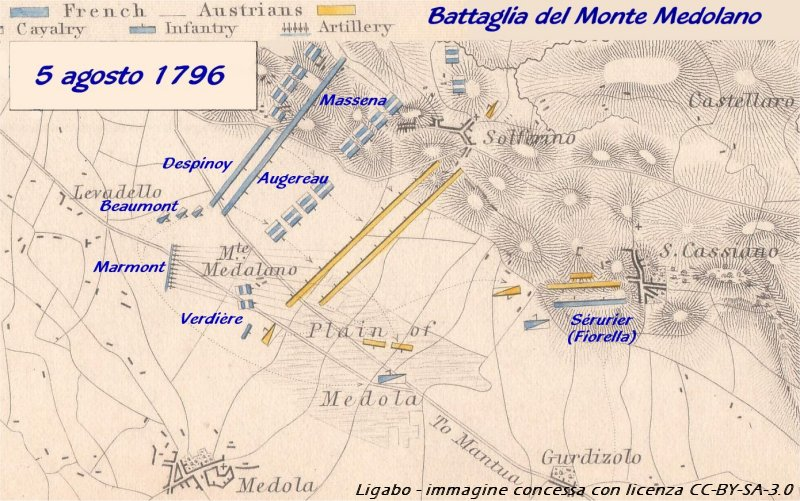
Карта-схема сражения

Построив свою армию в две линии, Вурмзер закрепил свой правый фланг на возвышенности возле деревни и замка Сольферино. Австрийский левый опирался на Монте-Медолано, небольшой холм, увенчанный редутом и несколькими тяжелыми орудиями. Силы Бонапарта увеличились до 22 500 человек в дивизиях Массены и Ожеро. Он ожидал, что генерал Деспинуа приведет подкрепление в течение дня. 
На рассвете 5 августа, согласно плану Бонапарта, некоторые части дивизий Массены и Ожеро предприняли центральную атаку на австрийские позиции, а затем отступили в беспорядке, заманивая противника. Воспользовавшись случаем, Вурмзер начал контратаку. В это время появились войска дивизии Серюрье (5000 человек), которыми в этот день командовал бригадный генерал Паскаль Антуан Фиорелла. Вурмзер немедленно остановил контратаку и организовал движение второй линии возле Сан-Кассиано, чтобы перехватить Фиореллу и отразить его угрозу в тылу.
Когда австрийская вторая линия двинулась к Сан-Кассиано, Бонапарт приказал дивизии Деспинуа присоединиться к дивизии Массены и атаковать правое крыло противника. Одновременно он приказал нанести  удар по левому флангу, бросив значительные силы под командованием генерала Вердье на штурм Монте-Медолано. Захвату редута на Монте-Медолано предшествовал артиллерийский огонь, открытый конными батареями полковника Мармона. Почти одновременно гренадеры Вердье бросились в атаку на редут и к 9 утра захватили его. 
Чтобы остановить наступление, Вурмзер приказал отвести свой левый фланг, но через несколько минут правый фланг был атакован совместно двумя полубригадами  Деспинуа и дивизией Массены и захвачено Сольферино. Немедленно было организовано формирование второй линии сопротивления справа, что еще больше ослабило центр австрийской группировки, быстро атакованной дивизией Ожеро.
После ожесточенных боев, разделенный на три части, австрийский корпус, чтобы не попасть в ловушку, не имел иного выбора, кроме как отступить в направлении Пескьере, Валеджио и Ровербелле. Отряд Вайденфельда прибыл вовремя, чтобы помочь отразить попытку Массены обойти правый фланг австрийцев. Под прикрытием кавалерии австрийцам в тот вечер удалось переправиться через Минчио у Боргетто. Из-за изнурительных маршей предыдущих дней французской армии пришлось отказаться от прямого преследования противника.

## Результаты
В результате сражения австрийцы потеряли 6000 человек убитыми и ранеными и более 1000 пленными. 6 августа австрийская армия отступила в Тироль, чтобы попытаться восстановиться. 7-го Серюрье вошел в Верону, а 29-го июля Массена отвоевал оставленные позиции, и осада Мантуи возобновилась.  Победа при Кастильоне заложила основу репутации Наполеона как «непобедимого».